# Толедо (Антьокия)
Толедо (исп. Toledo) — город и муниципалитет на севере Колумбии, на территории департамента Антьокия. Входит в состав субрегиона Северная Антьокия.

## История
До прихода испанцев территорию муниципалитета населяли представители индейского племени es:Nutabes.
Поселение из которого позднее вырос город было основано 19 января 1757 году. Муниципалитет Толедо был выделен в отдельную административную единицу в 1912 году.

## Географическое положение
Город расположен в северной части департамента, в гористой местности Центральной Кордильеры, на расстоянии приблизительно 79 километров к северо-северо-западу (NNW) от Медельина, административного центра департамента. Абсолютная высота — 1332 метра над уровнем моря.

Муниципалитет Толедо граничит на севере с муниципалитетом Итуанго, на северо-востоке — с муниципалитетом Брисеньо, на востоке — с муниципалитетом Ярумаль, на юге и юго-востоке — с муниципалитетом Сан-Андрес-де-Куэркия, на западе — с муниципалитетом Сабаналарга. Площадь муниципалитета составляет 139 км².

## Население
По данным Национального административного департамента статистики Колумбии, совокупная численность населения города и муниципалитета в 2012 году составляла 6144 человек.
Динамика численности населения муниципалитета по годам:
| 2005 | 2006 | 2007 | 2008 | 2009 | 2010 | 2011 | 2012 |
| ---- | ---- | ---- | ---- | ---- | ---- | ---- | ---- |
| 5697 | 5742 | 5803 | 5866 | 5934 | 6004 | 6074 | 6144 |

Согласно данным переписи 2005 года мужчины составляли 51,7 % от населения Толедо, женщины — соответственно 48,3 %. В расовом отношении белые и метисы составляли 99,3 % от населения города; негры, мулаты и райсальцы — 0,7 %.
Уровень грамотности среди всего населения составлял 80,4 %.

## Экономика
Основу экономики Толедо составляют сельскохозяйственное производство и горнодобывающая промышленность.

44,4 % от общего числа городских и муниципальных предприятий составляют предприятия торговой сферы, 44,4 % — предприятия сферы обслуживания, 9,3 % — промышленные предприятия, 1,9 % — предприятия иных отраслей экономики.